# Dicerca alni
Dicerca alni es una especie de escarabajo del género Dicerca, familia Buprestidae. Fue descrita científicamente por Fischer von Waldheim en 1824.

## Distribución geográfica
Habita en la región paleártica.